# Ammophila conifera
Ammophila conifera là một loài côn trùng cánh màng trong họ Sphecidae, thuộc chi Ammophila. Loài này được Arnold miêu tả khoa học đầu tiên năm 1920.